# Алевроліт
Алевролі́т (рос. алевролит, англ. aleurolite, siltstone; нім. Aleurolith m, Sandschiefer m) — тверда гірська порода, зцементований алеврит. Більш ніж на 50% складається з частинок розміром 0,1-0,01 мм. Колір сірий, чорний, червоно-коричневий, зеленуватий. Структура масивна, шарувата, іноді лінзоподібна. Основні породотвірні матеріали — кварц, глинисті мінерали, цемент (карбонатний, карбонатно-глинистий і слюдистий). В Україні А. поширені в осадових товщах фанерозою. Сировина для виробництва керамзиту, цегли, цементу.

## Склад
За складом алевроліти займають проміжну позицію між пісковиками і глинами. Вони містять більше кремнезему, але менше окисненого алюмінію, калію і води порівняно з глиною, але не настільки багаті кремнеземом, як зріліші піски. Алевроліти дуже рідко складаються з чистого кварцового алевриту. Більшість алевролітів містять у великій кількості слюду або слюдисті чи глинисті мінерали і хлорит. Можуть бути присутніми польові шпати і уламки порід у великих окремостях.